# 古蟾屬
古蟾屬（學名Palaeobatrachus）是第三紀歐洲中部一類原始青蛙。雖然並非近親，牠們的外觀很像非洲爪蟾。
古蟾屬的遺骸遍佈德國東部及波希米亞的淡水沉積岩層。有時保存的完好程度可以見到其內臟、肌肉、神經、血管及表皮的輪廓，甚至顏色的痕跡。也有發現牠們的蝌蚪及卵。
古蟾屬的頭顱骨較闊，形狀像哥德式建築的拱頂。牠們的身體也較大，長8-10厘米；雌蟾比雄蟾大，是兩性異形。
古蟾屬生活在水中。牠們的肺部靠近背部，讓牠們可以浸在水中一段長時間。牠們棲息在盆地或沼澤。牠們可能像非洲爪蟾般吃細少的甲殼類、昆蟲幼蟲及魚類。
由於古蟾屬需要較溫暖的環境生活，於上新世初的氣候轉變對牠們是一種致命傷。

## 下属物种
本属包括以下物种：
- Palaeobatrachus eurydices Villa, Roček, Tschopp, van den Hoek Ostende & Delfino, 2016[1]
- Palaeobatrachus laubei Bieber, 1881
- Palaeobatrachus luedecki Wolterstorff, 1886
- 西方古蟾 Palaeobatrachus occidentalis Estes & Sanchíz, 1982
- Palaeobatrachus robustus Hossini & Rage, 2000
- Palaeophrynos grandipes (Giebel, 1851)